# П'єрлуїджі Чера
П'єрлуїджі Чера (італ. Pierluigi Cera, * 25 лютого 1941, Леньяго) — колишній італійський футболіст, півзахисник, ліберо.
Насамперед відомий виступами за клуби «Верона», «Кальярі» та «Чезена», а також національну збірну Італії.
Чемпіон Італії. 

## Клубна кар'єра
У дорослому футболі дебютував 1957 року виступами за команду клубу «Верона», в якій провів сім сезонів, взявши участь у 141 матчі чемпіонату.  Більшість часу, проведеного у складі «Верони», був основним гравцем команди.
Своєю грою за цю команду привернув увагу представників тренерського штабу клубу «Кальярі», до складу якого приєднався 1964 року. Відіграв за головну команду Сардинії наступні дев'ять сезонів своєї ігрової кар'єри. Граючи у складі «Кальярі» також здебільшого виходив на поле в основному складі команди. За цей час виборов титул чемпіона Італії.
1973 року перейшов до клубу «Чезена», за який відіграв 6 сезонів.  Завершив професійну кар'єру футболіста виступами за команду «Чезена»  у 1979 році.

## Виступи за збірну
1969 року дебютував в офіційних матчах у складі національної збірної Італії. Протягом кар'єри у національній команді, яка тривала 4 роки, провів у формі головної команди країни 18 матчів. У складі збірної був учасником чемпіонату світу 1970 року у Мексиці, де разом з командою здобув «срібло».

## Титули і досягнення
- Переможець Середземноморських ігор: 1963
- Чемпіон Італії (1):

«Кальярі»:  1969–70
- Віце-чемпіон світу: 1970